# 육군지도사령부
육군지도사령부(陸軍指導司令部, Heeresführungskommando; HFüKdo)은 독일 육군의 과거 기관이다. 코블렌츠에 소재했으며, 육군청과 함께 독일 육군을 구성하는 두 축 중 하나였다. 두 기관이 하나로 합쳐져 육군사령부를 구성하면서 폐지되었다.
폐지 직전 육군지도사령부의 직속 직원은 450명이었고 하위 기관들의 병력을 모두 합하면 83,500여명이었다.